# آملیا بنسه
آملیا بنسه (اسپانیایی: Amelia Bence‎؛ ‏ ۱۳ نوامبر ۱۹۱۴ – ۸ فوریهٔ ۲۰۱۶) دیوا (خواننده برجسته اپرا)، بازیگر اهل آرژانتین در دوران طلایی سینمای آرژانتین بود.
از فیلم‌ها یا برنامه‌های تلویزیونی که وی در آن نقش داشته‌است، می‌توان به ۲۴ ساعت در زندگی یک زن، سه النا و بیانکا اشاره کرد.